# Weston La Barre
Raoul Weston La Barre (* 13. Dezember 1911 in Uniontown; † 13. März 1996 in Chapel Hill) war ein US-amerikanischer Anthropologe, der vor allem für seine Arbeit in der Ethnobotanik bekannt wurde, die teilweise auch auf die Religion der amerikanischen Indianer Bezug nahm, sowie für seine Anwendung psychiatrischer und psychoanalytischer Theorien auf die Ethnologie.

## Ausbildung und erste akademische Erfolge
La Barre wurde in Uniontown, Pennsylvania als Sohn eines Bankiers geboren. Nach Abschluss seines Studiums an der Princeton-Universität im Jahre 1933 begann er mit Feldstudien für das Yale Institut für menschliche Beziehungen. Während dieser Phase arbeitete La Barre mit einem seiner akademischen Kollegen Richard Evans Schultes von der Harvard-Universität zusammen, der ihn ein Leben lang begleiten sollte. Die beiden jungen Wissenschaftler schliefen und reisten in Schultes altem Auto kreuz und quer durch Oklahoma um den Peyote-Kult der Indianer des mittleren Westens zu studieren. La Barre bekam 1937 seinen Doktortitel von der Yale-Universität verliehen, sein Dissertationsthema war die Peyote-Religion.
1937 wurde La Barre zum Sterling Fellow in Yale und leitete die Forschungen bei den Aymara vom Titicacasee und den Uros vom Río Desaguadero in Südamerika.
Sein Erstlingswerk von 1938 über den Peyote-Kult wurde begeistert aufgenommen, The Peyote Cult erweiterte die Möglichkeiten der Psychologischen Anthropologie. Der Sozialwissenschaftliche Forschungsrat gewährte ihm ein Stipendium, um sich postdoktoral an der Menninger Klinik in Topeka, Kansas psychoanalytisch schulen zu lassen. Von 1938 bis 1939 führte er seine Studien der psychologischen Tiefen indigener Kulturen in der Klinik fort.
La Barre heiratete 1939 Maurine Boie, sie war Sozialarbeiterin und Herausgeberin des Journals für Sozialarbeit Family. Sie unterrichtete später im  medizinischen Zentrum der Duke-Universität. Das Paar hatte gemeinsam drei Kinder.
Von 1939 bis 1943 unterrichtete La Barre Anthropologie an der Rutgers-Universität. Als der Zweite Weltkrieg ausbrach, diente er in der Gemeindeanalyse in der War Relocation Authority in Topaz, Utah, die für die Zwangsumsiedlung der Japaner in Amerika verantwortlich war. Durch seine militärischen Verbindungen war es ihm möglich, in den letzten Kriegsjahren Feldstudien in China und Indien zu leiten. Er diente im Stab von General Bernard Montgomery, den er in späteren Jahren als „glorreich“ beschrieb. Während der Kriegsjahre war es La Barre möglich, in offizieller Mission zu reisen und er machte seine erste von drei Reisen nach Afrika.

## Entwicklung nach dem Zweiten Weltkrieg
1946 erhielt La Barre eine Professur an der Duke-Universität, die bis zum Ende seiner Laufbahn seine akademische Heimat bleiben sollte.
Im Jahr 1950 veröffentlicht er The Human Animal (engl. für: Das menschliche Tier), eine Studie über die psychoanalytische Haltung zur Psychologie und der Kultur. Das Buch wird ein internationaler Bestseller.
Er veröffentlichte The Aymara Indians of the Lake Titicaca Plateau (engl. für: Die Aymara-Indianer der Titicaca-Hochebene) und They Shall Take up Serpents: Psychology of the Southern Snake-handling Cult (engl. für: Sie werden Schlangen aufheben: Psychologie des Schlangen-Kultes in den Südstaaten), die als Meilensteine in der Erforschung der indigenen Bevölkerung im Amazonasbecken und der extremistischen Kultur des christlichen Fundamentalismus in Amerika (am Beispiel des Rituals des Schlangenanfassens) gelten.
Während der 1950er und 1960er war La Barre völlig mit der Studie über die sich ändernden Bewusstseinszustände beschäftigt, die durch die Einnahme schamanischer Pflanzen von Peyote und Ayahuasca bis hin zu halluzinogenen Pilzen verursacht werden. Gemeinsam mit Schultes und R. Gordon Wasson leitete La Barre umfassende erstmalige Untersuchungen in anthropologischen und archäologischen Bereich der veränderten Bewusstseinszustände. Davon überzeugt, dass der sibirische Schamanismus identisch mit dem sei, den er in Amerika beobachtet hatte, entwickelte er eine globale Theorie des Schamanismus, die die Theorie von Mircea Eliade verdrängte.
Im Jahre 1970 wurde La Barre mit einem Stiftungslehrstuhl, dem James-B.-Duke-Lehrstuhl für Anthropologie, geehrt und er veröffentlichte das Buch, das er selbst als sein wichtigstes Werk bezeichnet The Ghost Dance: Origins of Religion (engl. für: Der Geistertanz: Ursprünge der Religion), eine psychoanalytische Abhandlung über die Geburt einer Religion, aus der Sichtweise seiner Abhandlung über die Religion des Geistertanzes im ursprünglichen Amerika.
Später veröffentlichte er unter anderem die Bücher: Shadow of Childhood: Neoteny and the Biology of Religion (engl. für: Schatten der Kindheit: Neotenie und die Biologie der Religion) und Muelos: A Stone Age Superstition about Sexuality (engl. für: Muelos: Ein steinzeitlicher Aberglaube über die Sexualität).
Während seiner gesamten akademischen Laufbahn erhielt La Barre etliche Ehrungen, Preise und Titel.
Er starb 1996 in seinem Haus in Chapel Hill, North Carolina.
Seine Texte werden in großen Sammlungen in der Duke-Universität und dem Nationalen Anthroposophischen Archiv im Smithsonian-Institut aufbewahrt.
Er war Herausgeber der Landmarks in Anthropology.

## Werk
- Human Animal, University Chicago Press, 1954, ISBN 0-226-46705-8
- The Peyote Cult, Shoe String Press, 1976, ISBN 0-208-01456-X
- Muelos: A Stone Age Superstition about Sexuality, Columbia University Press, 1984, ISBN 0-231-05961-2
- Ghost Dance: The Origins of Religion, Waveland Press, 1990, ISBN 0-88133-561-4
- Shadow of Childhood: Neoteny and the Biology of Religion, University of Oklahoma Press, 1991, ISBN 0-8061-2328-1
- They Shall Take Up Serpents: Psychology of the Southern Snake-Handling Cult, Waveland Press, 1992, ISBN 0-88133-663-7